# Список Героев Советского Союза (Виноградов — Волков)
В настоящем списке представлены в алфавитном порядке все Герои Советского Союза, чьи фамилии начинаются с буквы «В» (всего 488 человек, из них шесть удостоены звания дважды). Список содержит даты Указов Президиума Верховного Совета СССР о присвоении звания, информацию о роде войск, должности и воинском звании Героев на дату представления к присвоению звания Героя Советского Союза, годах их жизни.
Ударения в фамилиях Героев приведены по книге «Герои Советского Союза: Краткий биографический словарь / Пред. ред. коллегии И. Н. Шкадов. — М.: Воениздат, 1987. — Т. 1 /Абаев — Любичев/. — 911 с. — 100 000 экз. — ISBN отс., Рег. № в РКП 87-95382.».
- Персиковым цветом  в таблице выделены Герои, удостоенные звания дважды и более раз.
- Серым цветом  в таблице выделены Герои, представленные к званию посмертно.

| Навигационная таблица | Навигационная таблица                   |
| --------------------- | --------------------------------------- |
| «В»                   | Вавилин Алексей — Васильченко Александр |
| «В»                   | Васильченко Алексей — Виноградов Андрей |
| «В»                   | Виноградов Вячеслав — Волков Николай    |
| «В»                   | Волков Павел — Вяткин Зосим             |

| № п/п | Фамилия Имя Отчество                                                      | Дата Указа            | Род войск    | Должность | Звание                     | Годы жизни                                   | БС ГС НЛ                        |
| ----- | ------------------------------------------------------------------------- | --------------------- | ------------ | --- | -------------------------- | -------------------------------------------- | ------------------------------- |
| 243   | Виногра́дов Вячеслав Тимофеевич                                            | 23.05.1966            | морской флот | командир гвардейской атомной подводной лодки «К-116» Северного флота | гвардии капитан 2-го ранга | 12.06.1930 — 11.05.2008                      | ——                              |
| 244   | Виногра́дов Геннадий Павлович                                              | 17.04.1943            | пехота       | автоматчик взвода разведки роты управления 12-й гвардейской танковой бригады 4-го гвардейского танкового корпуса Юго-Западного фронта                                                                                              | гвардии красноармеец       | 20.10.1920 — 07.08.1983                      | [ БС 1 ] [ ГС 2 ] [ НЛ 1 ]      |
| 245   | Виногра́дов Григорий Аркадьевич                                            | 27.02.1945            | танкист      | командир танка Т-34 44-й гвардейской танковой бригады 11-го гвардейского танкового корпуса 1-й гвардейской танковой армии 1-го Белорусского фронта                                                                                 | гвардии младший лейтенант  | 25.05.1912 — 15.02.1963                      | [ БС 1 ] [ ГС 3 ] [ НЛ 2 ]      |
| 246   | Виногра́дов Иван Иванович                                                  | 03.06.1944            | инженер      | командир отделения 62-го гвардейского отдельного моторизированного сапёрного батальона 3-го гвардейского механизированного корпуса 47-й армии Воронежского фронта                                                                  | гвардии сержант            | 26.10.1922 — 14.05.1963                      | [ БС 1 ] [ ГС 4 ] [ НЛ 3 ]      |
| 247   | Виногра́дов Иван Кузьмич                                                   | 22.02.1944            | комиссар     | комсорг батальона 184-го гвардейского стрелкового полка 62-й гвардейской стрелковой дивизии 37-й армии Степного фронта | гвардии старшина           | 22.09.1919 — 03.10.1943                      | [ БС 2 ] [ ГС 5 ] [ НЛ 4 ]      |
| 248   | Виногра́дов Иван Никифорович                                               | 04.02.1944            | авиация      | командир эскадрильи 235-го штурмового авиационного полка 264-й штурмовой авиационной дивизии 5-го штурмового авиационного корпуса 2-й воздушной армии Воронежского фронта                                                          | капитан                    | 24.04.1915 — 02.04.1978                      | [ БС 3 ] [ ГС 6 ] [ НЛ 5 ]      |
| 249   | Виногра́дов Леонид Васильевич                                              | 07.04.1940            | комиссар     | военный комиссар эскадрильи 85-го авиационного полка особого назначения Северо-Западного фронта | капитан                    | 07.08.1908 — 15.09.1986                      | [ БС 3 ] [ ГС 7 ] [ НЛ 6 ]      |
| 250   | Виногра́дов Михаил Николаевич                                              | 24.03.1945            | пехота       | помощник командира взвода 201-го гвардейского стрелкового полка 67-й гвардейской стрелковой дивизии 6-й гвардейской армии 1-го Прибалтийского фронта                                                                               | гвардии старший сержант    | 10.10.1924 — 03.07.1944                      | [ БС 3 ] [ ГС 8 ] [ НЛ 7 ]      |
| 251   | Виногра́дов Николай Константинович                                         | 17.10.1943            | артиллерия   | командир противотанкового орудия 241-го гвардейского стрелкового полка 75-й гвардейской стрелковой дивизии 60-й армии Центрального фронта                                                                                          | гвардии старший сержант    | 19.12.1914 — 25.11.1991                      | [ БС 3 ] [ ГС 9 ] [ НЛ 8 ]      |
| 252   | Виногра́дов Пётр Ильич                                                     | 24.03.1945            | пехота       | стрелок 412-го стрелкового полка 1-й стрелковой дивизии 70-й армии 1-го Белорусского фронта | младший сержант            | 08.07.1924 — 05.11.2002                      | [ БС 3 ] [ ГС 10 ] [ НЛ 9 ]     |
| 253   | Виногра́дов Яков Савельевич                                                | 13.11.1943            | пехота       | командир пулемётного взвода 520-го стрелкового полка 167-й стрелковой дивизии 38-й армии Воронежского фронта | младший лейтенант          | 12.10.1915 — 11.02.1944                      | [ БС 3 ] [ ГС 11 ] [ НЛ 10 ]    |
| 254   | Виноку́ров Александр Архипович                                             | 02.04.1944            | партизан     | активный участник партизанской борьбы в Ленинградской области, командир партизанского отряда 11-й Волховской партизанской бригады                                                                                                  | —                          | 28.08.1921 — 31.05.1970                      | [ БС 3 ] [ ГС 12 ] [ НЛ 11 ]    |
| 255   | Виноку́ров Борис Алексеевич                                                | 07.04.1940            | танкист      | командир танка 398-го отдельного танкового батальона 50-й стрелковой дивизии 13-й армии Северо-Западного фронта | красноармеец               | 09.01.1915 — 11.02.1940                      | [ БС 4 ] [ ГС 13 ] [ НЛ 12 ]    |
| 256   | Виноку́ров Василий Иосифович                                               | 27.06.1945            | пехота       | старшина роты моторизированного батальона автоматчиков 91-й танковой бригады 9-го механизированного корпуса 3-й гвардейской танковой армии 1-го Украинского фронта                                                                 | старшина                   | 01.01.1915 — 03.07.1979                      | [ БС 5 ] [ ГС 14 ] [ НЛ 13 ]    |
| 257   | Виноку́ров Вячеслав Петрович                                               | 25.10.1938            | танкист      | командир танкового взвода 303-го отдельного танкового батальона 32-й стрелковой дивизии 1-й Приморской армии Дальневосточного фронта                                                                                               | лейтенант                  | 24.11.1913 — 30.11.1942                      | ——                              |
| 258   | Виноку́ров Максим Ильич                                                    | 17.10.1943            | комиссар     | заместитель по политической части командира батальона 7-го гвардейского воздушно-десантного полка 2-й гвардейской воздушно-десантной дивизии 60-й армии Воронежского фронта                                                        | гвардии старший лейтенант  | 02.02.1913 — 07.10.1943                      | [ БС 5 ] [ ГС 16 ] [ НЛ 14 ]    |
| 259   | Виноку́ров Фёдор Иванович                                                  | 27.02.1945            | пехота       | командир 117-го стрелкового полка 23-й стрелковой дивизии 61-й армии 1-го Белорусского фронта | подполковник               | 21.06.1909 — 18.10.1980                      | [ БС 5 ] [ ГС 17 ] [ НЛ 15 ]    |
| 260   | Висаи́тов Мавлид Алероевич чечен. Висаитов Мавлид Алероевич                | 05.05.1990            | кавалерия    | командир 28-го гвардейского кавалерийского полка 6-й гвардейской кавалерийской дивизии 3-го гвардейского кавалерийского корпуса 2-го Белорусского фронта                                                                           | гвардии подполковник       | 13.05.1914 — 23.05.1986                      | [ БС 6 ] [ ГС 18 ] [ НЛ 16 ]    |
| 261   | Висле́вский Фёдор Павлович                                                 | 30.10.1943            | артиллерия   | командир батареи 384-го артиллерийского полка 193-й стрелковой дивизии 65-й армии Центрального фронта | старший лейтенант          | 01.02.1921 — 26.07.1957                      | [ БС 5 ] [ ГС 19 ] [ НЛ 17 ]    |
| 262   | Висо́вин Константин Гаврилович укр. Висовин Костянтин Гаврилович           | 24.03.1945            | пехота       | разведчик 70-го гвардейского стрелкового полка 24-й гвардейской стрелковой дивизии 2-й гвардейской армии 4-го Украинского фронта                                                                                                   | гвардии красноармеец       | 1918 — 09.05.1944                            | [ БС 5 ] [ ГС 20 ] [ НЛ 18 ]    |
| 263   | Вися́щев Александр Иванович                                                | 24.03.1945            | связисты     | телефонист 1266-го стрелкового полка 385-й стрелковой дивизии 50-й армии 2-го Белорусского фронта | красноармеец               | 12.09.1912 — 06.10.1968                      | [ БС 5 ] [ ГС 21 ] [ НЛ 19 ]    |
| 264   | Ви́тас Юозас Томович (наст. Валунас Йонас Томович) лит. Vitas Juozas       | 08.05.1965            | партизан     | активный участник партизанской борьбы в Литве, первый секретарь Вильнюсского подпольного горкома компартии Литвы | —                          | 08.01.1899 — 1943                            | ——                              |
| 265   | Витви́нский Валентин Фёдорович                                             | 13.11.1943            | пехота       | командир орудия 202-го гвардейского стрелкового полка 68-й гвардейской стрелковой дивизии 40-й армии Воронежского фронта | гвардии старший сержант    | 16.01.1924 — 02.04.1944                      | [ БС 8 ] [ ГС 23 ] [ НЛ 20 ]    |
| 266   | Ви́тин Владимир Карпович                                                   | 05.05.1942            | комиссар     | военный комиссар роты тяжёлых танков 2-го отдельного танкового батальона 2-й танковой бригады 37-й армии Южного фронта | политрук                   | 15.02.1915 — 08.02.1942                      | [ БС 8 ] [ ГС 24 ] [ НЛ 21 ]    |
| 267   | Витко́вский Иван Петрович укр. Вітковський Іван Петрович                   | 23.02.1945            | авиация      | командир эскадрильи 66-го гвардейского истребительного авиационного полка 4-й гвардейской истребительной авиационной дивизии 1-го гвардейского истребительного авиационного корпуса 3-й воздушной армии 1-го Прибалтийского фронта | гвардии майор              | 09.10.1914 — 23.09.1996                      | [ БС 8 ] [ ГС 25 ] [ НЛ 22 ]    |
| 268   | Витру́к Андрей Никифорович укр. Вітрук Андрій Никифорович                  | 24.02.1942            | авиация      | командир 65-го штурмового авиационного полка Московской зоны обороны | подполковник               | 08.07.1902 — 03.07.1946                      | [ БС 8 ] [ ГС 26 ] [ НЛ 23 ]    |
| 269   | Ви́харев Алексей Васильевич                                                | 18.09.1943            | авиация      | командир экипажа 890-го авиационного полка 45-й авиационной дивизии 8-го авиационного корпуса Авиации дальнего действия | майор                      | 16.10.1912 — 21.07.1952                      | [ БС 8 ] [ ГС 27 ] [ НЛ 24 ]    |
| 270   | Вихни́н Залман Давидович ивр. ויכנין זלמן דוידוביץ‎                         | 16.10.1943            | комиссар     | агитатор 288-го стрелкового полка 181-й стрелковой дивизии 13-й армии Центрального фронта | капитан                    | 1909 — 26.09.1943                            | [ БС 8 ] [ ГС 28 ] [ НЛ 25 ]    |
| 271   | Ви́хорев Василий Александрович                                             | 24.03.1945            | инженер      | командир батальона 4-го моторизированного понтонно-мостового полка 48-й армии 1-го Белорусского фронта | майор                      | 19.01.1905 — 26.06.1944                      | [ БС 8 ] [ ГС 29 ] [ НЛ 26 ]    |
| 272   | Ви́хрев Пётр Борисович                                                     | 31.03.1943            | комиссар     | политрук роты 1075-го стрелкового полка 316-й стрелковой дивизии 16-й армии Западного фронта | политрук                   | 11.03.1909 — 16.11.1941                      | [ БС 8 ] [ ГС 30 ] [ НЛ 27 ]    |
| 273   | Вихро́в Иван Григорьевич                                                   | 29.06.1945            | артиллерия   | командир орудия 1030-го артиллерийского полка 78-й стрелковой дивизии 46-й армии 3-го Украинского фронта | старший сержант            | 25.01.1918 — 12.05.1996                      | [ БС 9 ] [ ГС 31 ] [ НЛ 28 ]    |
| 274   | Вишенко́в Владимир Михайлович                                              | 13.04.1944            | авиация      | командир звена 8-го отдельного дальнего разведывательного авиационного полка 8-й воздушной армии 4-го Украинского фронта | старший лейтенант          | 15.05.1922 — 09.03.2003                      | [ БС 9 ] [ ГС 32 ] [ НЛ 29 ]    |
| 275   | Вишневе́цкий Владимир Михайлович укр. Вишневецький Володимир Михайлович    | 09.02.1944            | артиллерия   | командир орудия батареи 45-мм пушек 60-го гвардейского кавалерийского полка 16-й гвардейской кавалерийской дивизии 7-го гвардейского кавалерийского корпуса 61-й армии Центрального фронта                                         | гвардии старший сержант    | 15.07.1900 — 28.12.1981                      | [ БС 9 ] [ ГС 33 ] [ НЛ 30 ]    |
| 276   | Вишневе́цкий Константин Григорьевич укр. Вишневецький Костянтин Григорович | 24.08.1943            | авиация      | командир эскадрильи 298-го истребительного авиационного полка 229-й истребительной авиационной дивизии 4-й воздушной армии Северо-Кавказского фронта                                                                               | старший лейтенант          | 08.06.1914 — 30.07.1944                      | [ БС 9 ] [ ГС 34 ] [ НЛ 31 ]    |
| 277   | Вишне́вский Анатолий Петрович укр. Вишневський Анатолій Петрович           | 28.04.1945            | комиссар     | комсорг батальона 307-го гвардейского стрелкового полка 110-й гвардейской стрелковой дивизии 53-й армии 2-го Украинского фронта | гвардии младший лейтенант  | 1924 — 28.11.1944                            | [ БС 9 ] [ ГС 35 ] [ НЛ 32 ]    |
| 278   | Вишне́вский Борис Степанович                                               | 20.04.1945            | инженер      | сапёр 57-го отдельного инженерно-сапёрного батальона 28-й армии 3-го Украинского фронта | красноармеец               | 1920 — 27.03.1944                            | [ БС 10 ] [ ГС 36 ] [ НЛ 33 ]   |
| 279   | Вишне́вский Михаил Григорьевич                                             | 27.06.1945            | пехота       | командир батальона 292-го гвардейского стрелкового полка 97-й гвардейской стрелковой дивизии 5-й гвардейской армии 1-го Украинского фронта                                                                                         | гвардии майор              | 11.05.1918 — 24.02.1945                      | [ БС 11 ] [ ГС 37 ] [ НЛ 34 ]   |
| 280   | Вишняко́в Иван Алексеевич                                                  | 23.02.1948            | авиация      | заместитель командира 171-го истребительного авиационного полка 315-й истребительной авиационной дивизии 15-й воздушной армии Ленинградского фронта                                                                                | майор                      | 15.06.1917 — 02.08.1992                      | ——                              |
| 281   | Влади́миров Александр Иванович                                             | 30.10.1943            | пехота       | командир отделения 1281-го стрелкового полка 60-й стрелковой дивизии 65-й армии Центрального фронта | младший сержант            | 05.11.1923 — 04.08.2003                      | [ БС 11 ] [ ГС 39 ] [ НЛ 35 ]   |
| 282   | Влади́миров Борис Александрович                                            | 06.04.1945            | генерал      | командир 311-й стрелковой дивизии 61-й армии 1-го Белорусского фронта | генерал-майор              | 14.04.1905 — 01.05.1978                      | [ БС 11 ] [ ГС 40 ] [ НЛ 36 ]   |
| 283   | Влади́миров Владимир Фёдорович                                             | 15.01.1944            | пехота       | командир роты 118-го гвардейского стрелкового полка 37-й гвардейской стрелковой дивизии 65-й армии Белорусского фронта | гвардии лейтенант          | 09.07.1914 — декабрь 1943 (пропал без вести) | [ БС 11 ] [ ГС 41 ] [ НЛ 37 ]   |
| 284   | Влади́миров Михаил Григорьевич                                             | 05.11.1944            | авиация      | штурман эскадрильи 108-го авиационного полка 36-й авиационной дивизии 8-го авиационного корпуса Авиации дальнего действия | капитан                    | 21.11.1918 — 12.12.1992                      | [ БС 11 ] [ ГС 42 ] [ НЛ 38 ]   |
| 285   | Влади́миров Михаил Николаевич                                              | 24.03.1945            | артиллерия   | командир СУ-76 958-го лёгкого самоходно-артиллерийского полка 45-го стрелкового корпуса 5-й армии 3-го Белорусского фронта | младший лейтенант          | 14.08.1917 — 12.09.1997                      | [ БС 11 ] [ ГС 43 ] [ НЛ 39 ]   |
| 286   | Вла́дысев Василий Георгиевич                                               | 19.04.1945            | комиссар     | комсорг батальона 113-го стрелкового полка 32-й стрелковой дивизии 4-й ударной армии 1-го Прибалтийского фронта | младший лейтенант          | 1923 — 31.01.1945                            | [ БС 12 ] [ ГС 44 ] [ НЛ 40 ]   |
| 287   | Вла́знев Алексей Леонтьевич                                                | 03.06.1944            | пехота       | стрелок мотострелкового батальона 9-й гвардейской механизированной бригады 3-го гвардейского механизированного корпуса 47-й армии Воронежского фронта                                                                              | гвардии красноармеец       | 1910 — 14.01.1944                            | [ БС 13 ] [ ГС 45 ] [ НЛ 41 ]   |
| 288   | Вла́сенко Алексей Исидорович                                               | 01.11.1943            | пехота       | заместитель по строевой части командира батальона 149-го гвардейского стрелкового полка 49-й гвардейской стрелковой дивизии 44-й армии Южного фронта                                                                               | гвардии старший лейтенант  | 1914 — 19.10.1943                            | [ БС 13 ] [ ГС 46 ] [ НЛ 42 ]   |
| 289   | Вла́сенко Иван Афанасьевич укр. Власенко Іван Опанасович                   | 24.03.1945            | пехота       | командир 137-го гвардейского стрелкового полка 47-й гвардейской стрелковой дивизии 8-й гвардейской армии 1-го Белорусского фронта                                                                                                  | гвардии подполковник       | 22.12.1907 — 29.09.1995                      | [ БС 13 ] [ ГС 47 ] [ НЛ 43 ]   |
| 290   | Вла́сенко Илья Архипович бел. Уласенка Ілья Архіпавіч                      | 17.10.1943            | комиссар     | начальник политотдела 75-й гвардейской стрелковой дивизии 60-й армии Центрального фронта | гвардии полковник          | 19.07.1902 — 11.05.1963                      | [ БС 13 ] [ ГС 48 ] [ НЛ 44 ]   |
| 291   | Вла́сенко Николай Поликарпович                                             | 07.04.1940            | комиссар     | военный комиссар батальона 271-го мотострелкового полка 17-й мотострелковой дивизии 13-й армии Северо-Западного фронта | политрук                   | 1912 — 11.10.1941                            | [ БС 13 ] [ ГС 49 ] [ НЛ 45 ]   |
| 292   | Вла́сенко Пётр Андреевич                                                   | 13.11.1943            | пехота       | стрелок 465-го стрелкового полка 167-й стрелковой дивизии 38-й армии Воронежского фронта | красноармеец               | 14.11.1923 — 27.10.1986                      | [ БС 13 ] [ ГС 50 ] [ НЛ 46 ]   |
| 293   | Вла́сенко Сергей Платонович укр. Власенко Сергій Платонович                | 22.08.1944            | артиллерия   | командир орудия 280-го гвардейского истребительно-противотанкового артиллерийского полка 3-й гвардейской истребительно-противотанковой артиллерийской бригады РГК в составе 65-й армии 1-го Белорусского фронта                    | гвардии старший сержант    | 26.06.1909 — 22.09.1944                      | [ БС 14 ] [ ГС 51 ] [ НЛ 47 ]   |
| 294   | Вла́сенков Пётр Матвеевич                                                  | 10.01.1944            | пехота       | помощник начальника штаба 520-го стрелкового полка 167-й стрелковой дивизии 38-й армии 1-го Украинского фронта | лейтенант                  | 29.05.1916 — 06.05.1977                      | [ БС 15 ] [ ГС 52 ] [ НЛ 48 ]   |
| 295   | Вла́сов Алексей Алексеевич                                                 | 21.09.1943            | артиллерия   | командир орудия 122-го гвардейского артиллерийского полка 51-й гвардейской стрелковой дивизии 6-й гвардейской армии Воронежского фронта                                                                                            | гвардии старшина           | 1913 — 07.07.1943                            | [ БС 15 ] [ ГС 53 ] [ НЛ 49 ]   |
| 296   | Вла́сов Алексей Васильевич                                                 | 15.01.1944            | пехота       | наводчик станкового пулемёта 25-го гвардейского стрелкового полка 6-й гвардейской стрелковой дивизии 13-й армии Центрального фронта                                                                                                | гвардии красноармеец       | 29.03.1923 — 04.05.1967                      | [ БС 15 ] [ ГС 54 ] [ НЛ 50 ]   |
| 297   | Вла́сов Андрей Яковлевич                                                   | 31.05.1945            | танкист      | командир танковой роты 40-й гвардейской танковой бригады 11-го гвардейского танкового корпуса 1-й гвардейской танковой армии 1-го Белорусского фронта                                                                              | гвардии капитан            | 15.10.1913 — 10.05.1982                      | [ БС 15 ] [ ГС 55 ] [ НЛ 51 ]   |
| 298   | Вла́сов Василий Евдокимович                                                | 24.03.1945            | танкист      | командир танка Т-34 108-й танковой бригады 9-го танкового корпуса 33-й армии 1-го Белорусского фронта | старшина                   | 19.01.1915 — 30.08.1971                      | [ БС 15 ] [ ГС 56 ] [ НЛ 52 ]   |
| 299   | Вла́сов Иван Павлович                                                      | 21.03.1940            | авиация      | командир эскадрильи 50-го скоростного бомбардировочного авиационного полка 18-й скоростной бомбардировочной авиационной бригады 7-й армии Северо-Западного фронта                                                                  | капитан                    | 15.07.1912 — 06.02.1957                      | [ БС 15 ] [ ГС 57 ] [ НЛ 53 ]   |
| 300   | Вла́сов Митрофан Ефимович                                                  | 29.10.1943            | пехота       | командир пулемётного взвода 86-го стрелкового полка 180-й стрелковой дивизии 38-й армии Воронежского фронта | лейтенант                  | 20.12.1915 — 17.10.1943                      | [ БС 15 ] [ ГС 58 ] [ НЛ 54 ]   |
| 301   | Вла́сов Михаил Константинович                                              | 21.07.1944            | комиссар     | заместитель по политической части командира 370-го отдельного истребительно-противотанкового дивизиона 286-й стрелковой дивизии 21-й армии Ленинградского фронта                                                                   | капитан                    | 24.10.1910 — 26.06.1944                      | [ БС 15 ] [ ГС 59 ] [ НЛ 55 ]   |
| 302   | Вла́сов Михаил Максимович                                                  | 15.01.1944            | пехота       | снайпер 218-го гвардейского стрелкового полка 77-й гвардейской стрелковой дивизии 61-й армии Центрального фронта | гвардии красноармеец       | 21.11.1925 — 18.10.1943                      | [ БС 16 ] [ ГС 60 ] [ НЛ 56 ]   |
| 303   | Вла́сов Михаил Маркович                                                    | 30.10.1943            | пехота       | командир 106-й стрелковой дивизии 65-й армии Центрального фронта | полковник                  | 19.05.1896 — 28.01.1973                      | [ БС 17 ] [ ГС 61 ] [ НЛ 57 ]   |
| 304   | Вла́сов Николай Дмитриевич                                                 | 30.10.1943            | инженер      | сапёр 170-го отдельного инженерно-сапёрного батальона 14-й инженерно-сапёрной бригады РГК в составе 65-й армии Центрального фронта                                                                                                 | красноармеец               | 25.12.1923 — 28.08.1995                      | [ БС 17 ] [ ГС 62 ] [ НЛ 58 ]   |
| 305   | Вла́сов Николай Иванович                                                   | 23.11.1942            | авиация      | старший инспектор по технике пилотирования истребительной авиации Инспекции Военно-Воздушных сил РККА | подполковник               | 11.11.1916 — 26.01.1945                      | [ БС 17 ] [ ГС 63 ] [ НЛ 59 ]   |
| 306   | Вла́сов Пётр Дмитриевич                                                    | 01.11.1943            | пехота       | командир роты 814-го стрелкового полка 236-й стрелковой дивизии 46-й армии Степного фронта | старший лейтенант          | 25.07.1916 — 29.09.1943                      | [ БС 17 ] [ ГС 64 ] [ НЛ 60 ]   |
| 307   | Власюко́в Яков Анисимович укр. Власюков Яків Онисимович                    | 10.01.1944            | пехота       | стрелок 842-го стрелкового полка 240-й стрелковой дивизии 38-й армии Воронежского фронта | красноармеец               | 21.10.1906 — 10.06.1984                      | [ БС 17 ] [ ГС 65 ] [ НЛ 61 ]   |
| 308   | Вну́ков Михаил Николаевич                                                  | 29.10.1943            | пехота       | стрелок 1318-го стрелкового полка 163-й стрелковой дивизии 38-й армии Воронежского фронта | красноармеец               | 16.08.1920 — 28.07.1989                      | [ БС 18 ] [ ГС 66 ] [ НЛ 62 ]   |
| 309   | Во́бликов Александр Иванович                                               | 26.04.1971            | авиация      | лётчик-испытатель Воронежского авиационного завода | —                          | 26.11.1922 — 13.04.1985                      | ——                              |
| 310   | Вовк Михаил Павлович укр. Вовк Михайло Павлович                           | 17.10.1943            | артиллерия   | командир батареи 1-й гвардейской пушечной артиллерийской бригады 1-й гвардейской артиллерийской дивизии прорыва РГК в составе 60-й армии Воронежского фронта                                                                       | гвардии старший лейтенант  | 21.11.1917 — 18.02.1989                      | [ БС 19 ] [ ГС 68 ] [ НЛ 63 ]   |
| 311   | Во́вна Пётр Алексеевич укр. Вовна Петро Олексійович                        | 07.04.1940            | авиация      | командир эскадрильи 2-го скоростного бомбардировочного авиационного полка ВВС 13-й армии Северо-Западного фронта | капитан                    | 11.06.1906 — 02.03.1940                      | [ БС 19 ] [ ГС 69 ] [ НЛ 64 ]   |
| 312   | Во́вченко Николай Дмитриевич                                               | 27.02.1945            | пехота       | командир роты 283 го гвардейского стрелкового полка 94-й гвардейской стрелковой дивизии 5-й ударной армии 1-го Белорусского фронта                                                                                                 | гвардии старший лейтенант  | 04.08.1915 —13.03.1991                       | [ БС 19 ] [ ГС 70 ] [ НЛ 65 ]   |
| 313   | Водола́зкин Николай Степанович                                             | 24.03.1945            | танкист      | механик-водитель танка Т-34 22-го гвардейского отдельного танкового полка 51-й армии 4-го Украинского фронта | гвардии старший сержант    | 25.07.1921 — 07.01.1981                      | [ БС 19 ] [ ГС 71 ] [ НЛ 66 ]   |
| 314   | Водопья́нов Михаил Васильевич                                              | 20.04.1934            | авиация      | лётчик Полярной авиации, участник операции по спасению экипажа парохода «Челюскин» | —                          | 18.11.1899 — 11.08.1980                      | ——                              |
| 315   | Водя́ников Андрей Васильевич                                               | 20.12.1943            | инженер      | командир взвода 252-го отдельного мотоинженерного батальона 57-й армии Степного фронта | младший лейтенант          | 10.08.1918 — 01.10.1943                      | [ БС 19 ] [ ГС 73 ] [ НЛ 67 ]   |
| 316   | Воево́дин Дмитрий Тимофеевич                                               | 10.01.1944            | инженер      | сапёр 180-го отдельного сапёрного батальона 167-й стрелковой дивизии 38-й армии 1-го Украинского фронта | красноармеец               | 25.05.1902 — 14.02.1944                      | [ БС 20 ] [ ГС 74 ] [ НЛ 68 ]   |
| 317   | Воево́дин Леонид Михайлович                                                | 17.11.1939            | артиллерия   | командир батареи 185-го артиллерийского полка Резерва главного командования | капитан                    | 14.08.1911 — 20.09.1983                      | ——                              |
| 318   | Вожа́кин Георгий Михайлович                                                | 31.05.1945            | артиллерия   | командир батареи 447-го стрелкового полка 397-й стрелковой дивизии 61-й армии 1-го Белорусского фронта | старший лейтенант          | 25.08.1921 — 29.09.2003                      | [ БС 21 ] [ ГС 76 ] [ НЛ 69 ]   |
| 319   | Воздви́женский Николай Николаевич укр. Воздвиженський Микола Миколайович   | 23.02.1945            | авиация      | заместитель командира эскадрильи 62-го штурмового авиационного полка 233-й штурмовой авиационной дивизии 4-й воздушной армии 2-го Белорусского фронта                                                                              | старший лейтенант          | 28.04.1915 — 16.11.1989                      | [ БС 21 ] [ ГС 77 ] [ НЛ 70 ]   |
| 320   | Во́зликов Александр Филиппович                                             | 22.07.1944            | пехота       | командир отделения 52-й гвардейской отдельной разведывательной роты 51-й гвардейской стрелковой дивизии 6-й гвардейской армии 1-го Прибалтийского фронта                                                                           | гвардии сержант            | 1922 — 25.06.1944                            | [ БС 21 ] [ ГС 78 ] [ НЛ 71 ]   |
| 321   | Вознесе́нский Фёдор Сергеевич                                              | 24.03.1945            | пехота       | командир отделения 201-го гвардейского стрелкового полка 67-й гвардейской стрелковой дивизии 6-й гвардейской армии 1-го Прибалтийского фронта                                                                                      | гвардии сержант            | 16.04.1916 — 03.07.1944                      | [ БС 21 ] [ ГС 79 ] [ НЛ 72 ]   |
| 322   | Во́инов Иван Ефимович                                                      | 19.03.1944            | инженер      | сапёр 269-го отдельного инженерного батальона 12-й армии Юго-Западного фронта | красноармеец               | 1921 — 19.01.1944                            | [ БС 21 ] [ ГС 80 ] [ НЛ 73 ]   |
| 323   | Во́инов Михаил Львович укр. Воїнов Михайло Львович                         | 30.10.1943            | связисты     | старший радиотелеграфист 384-го артиллерийского полка 193-й стрелковой дивизии 65-й армии Центрального фронта | ефрейтор                   | 16.11.1904 — 11.12.1970                      | [ БС 21 ] [ ГС 81 ] [ НЛ 74 ]   |
| 324   | Во́иншин Ефим Андреевич                                                    | 24.03.1945            | артиллерия   | командир орудия 616-го артиллерийского полка 184-й стрелковой дивизии 5-й армии 3-го Белорусского фронта | старший сержант            | 22.10.1920 — 10.01.1982                      | [ БС 21 ] [ ГС 82 ] [ НЛ 75 ]   |
| 325   | Войтека́йтес Анатолий Николаевич                                           | 29.06.1945            | авиация      | командир 166-го гвардейского штурмового авиационного полка 10-й гвардейской штурмовой авиационной дивизии 17-й воздушной армии 3-го Украинского фронта                                                                             | гвардии майор              | 29.06.1914 — 28.08.1979                      | [ БС 22 ] [ ГС 83 ] [ НЛ 76 ]   |
| 326   | Войте́нко Иван Фёдорович укр. Войтенко Іван Федорович                      | 31.03.1943            | артиллерия   | командир батареи 116-го гвардейского артиллерийского полка 1-го гвардейского механизированного корпуса 3-й гвардейской армии Юго-Западного фронта                                                                                  | гвардии лейтенант          | 27.01.1920 — 10.12.1994                      | [ БС 23 ] [ ГС 84 ] [ НЛ 77 ]   |
| 327   | Войте́нко Стефан Ефимович                                                  | 05.11.1944            | авиация      | помощник по лётной подготовке и воздушному бою командира 6-го гвардейского истребительного авиационного полка ВВС Черноморского флота                                                                                              | гвардии майор              | 26.07.1909 — 21.04.1993                      | [ БС 23 ] [ ГС 85 ] [ НЛ 78 ]   |
| 328   | Войцехо́вич Василий Александрович укр. Войцехович Василь Олександрович     | 07.08.1944            | партизан     | один из руководителей партизанской борьбы на Украине, начальник штаба Первой Украинской партизанской дивизии | —                          | 05.01.1913 — 21.04.1987                      | [ БС 23 ] [ ГС 86 ] [ НЛ 79 ]   |
| 329   | Во́лгин Василий Леонтьевич                                                 | 13.04.1944            | авиация      | командир эскадрильи 78-го гвардейского штурмового авиационного полка 2-й гвардейской штурмовой авиационной дивизии 16-й воздушной армии Белорусского фронта                                                                        | гвардии капитан            | 13.02.1920 — 12.09.1984                      | [ БС 23 ] [ ГС 87 ] [ НЛ 80 ]   |
| 330   | Во́лгин Иван Тимофеевич                                                    | 17.10.1943            | комиссар     | комсорг батальона 985-го стрелкового полка 226-й стрелковой дивизии 60-й армии Центрального фронта | сержант                    | 20.01.1923 — 02.03.1990                      | [ БС 23 ] [ ГС 88 ] [ НЛ 81 ]   |
| 331   | Во́лик Михаил Александрович                                                | 10.04.1945            | пехота       | командир роты 340-го гвардейского стрелкового полка 121-й гвардейской стрелковой дивизии 13-й армии 1-го Украинского фронта | гвардии лейтенант          | 04.09.1921 — 21.02.1945                      | [ БС 23 ] [ ГС 89 ] [ НЛ 82 ]   |
| 332   | Во́ликов Семён Антонович                                                   | 24.12.1943            | артиллерия   | разведчик-наблюдатель 203-го гвардейского гаубичного артиллерийского полка 2-й гвардейской гаубичной артиллерийской бригады 1-й гвардейской артиллерийской дивизии прорыва РГК 65-й армии Центрального фронта                      | гвардии красноармеец       | 02.11.1923 — 23.06.1983                      | [ БС 23 ] [ ГС 90 ] [ НЛ 83 ]   |
| 333   | Волк Борис Васильевич                                                     | 15.01.1940            | танкист      | командир башни танка Т-28 91-го танкового батальона 20-й танковой бригады 7-й армии Северо-Западного фронта | младший комвзвод           | 1917 — 13.12.1939                            | ——                              |
| 334   | Волк Игорь Петрович укр. Вовк Ігор Петрович                               | 29.07.1984            | космонавт    | космонавт-исследователь космического корабля «Союз Т-12» и орбитальной станции «Салют-7» | —                          | 12.04.1937 — 03.01.2017                      | ——                              |
| 335   | Волкенште́йн Сергей Сергеевич                                              | 29.05.1945            | генерал      | командир 17-й артиллерийской дивизии 7-го артиллерийского корпуса прорыва РГК в составе 3-й гвардейской армии 1-го Украинского фронта                                                                                              | генерал-майор              | 02.06.1900 — 19.05.1977                      | [ БС 25 ] [ ГС 93 ] [ НЛ 84 ]   |
| 336   | Во́лков Александр Александрович укр. Волков Олександр Олександрович        | 20.12.1985            | космонавт    | космонавт-исследователь корабля «Союз Т-14» и орбитальной станции «Салют-7» | подполковник               | род. 27.05.1948                              | ——                              |
| 337   | Во́лков Александр Иванович                                                 | 05.10.1944            | пехота       | командир взвода 131-го гвардейского стрелкового полка 45-й гвардейской стрелковой дивизии 42-й армии Ленинградского фронта | гвардии младший лейтенант  | 1916 — 15.01.1944                            | [ БС 25 ] [ ГС 95 ] [ НЛ 85 ]   |
| 338   | Во́лков Александр Иванович                                                 | 24.03.1945            | танкист      | командир танка 326-го танкового батальона 117-й танковой бригады 1-го танкового корпуса 6-й гвардейской армии 1-го Прибалтийского фронта                                                                                           | лейтенант                  | 1917 — 19.09.1944                            | [ БС 25 ] [ ГС 96 ] [ НЛ 86 ]   |
| 339   | Во́лков Александр Михайлович                                               | 10.04.1945            | пехота       | стрелок 359-го стрелкового полка 50-й стрелковой дивизии 52-й армии 1-го Украинского фронта | красноармеец               | 21.03.1921 — 04.05.1996                      | [ БС 25 ] [ ГС 97 ] [ НЛ 87 ]   |
| 340   | Во́лков Александр Павлович                                                 | 24.03.1945            | пехота       | командир взвода моторизованного батальона автоматчиков 26-й гвардейской танковой бригады 2-го гвардейского танкового корпуса 11-й гвардейской армии 3-го Белорусского фронта                                                       | гвардии лейтенант          | 17.07.1922 — 23.02.1979                      | [ БС 25 ] [ ГС 98 ] [ НЛ 88 ]   |
| 341   | Во́лков Андрей Алексеевич                                                  | 24.03.1945            | танкист      | командир танкового эскадрона 104-го танкового полка 5-й гвардейской кавалерийской дивизии 3-го гвардейского кавалерийского корпуса 3-го Белорусского фронта                                                                        | лейтенант                  | 14.10.1914 — 17.02.1981                      | [ БС 26 ] [ ГС 99 ] [ НЛ 89 ]   |
| 342   | Во́лков Василий Александрович                                              | 27.02.1945            | пехота       | командир отделения 283-го гвардейского стрелкового полка 94-й гвардейской стрелковой дивизии 5-й ударной армии 1-го Белорусского фронта                                                                                            | гвардии сержант            | 22.05.1914 — 13.01.1996                      | [ БС 27 ] [ ГС 100 ] [ НЛ 90 ]  |
| 343   | Во́лков Василий Степанович                                                 | 29.06.1945            | артиллерия   | командир батареи 171-го истребительно-противотанкового артиллерийского полка 18-й истребительно-противотанковой артиллерийской бригады РГК в составе 60-й армии 4-го Украинского фронта                                            | капитан                    | 20.02.1922 — 06.07.2003                      | [ БС 27 ] [ ГС 101 ] [ НЛ 91 ]  |
| 344   | Во́лков Виктор Фёдорович                                                   | 01.07.1944            | авиация      | командир 157-го истребительного авиационного полка 234-й истребительной авиационной дивизии 16-й воздушной армии 1-го Белорусского фронта                                                                                          | майор                      | 07.02.1917 — 21.10.1998                      | [ БС 27 ] [ ГС 102 ] [ НЛ 92 ]  |
| 345   | Во́лков Владислав Николаевич                                               | 22.10.1969 30.06.1971 | космонавт    | бортинженер космического корабля «Союз-7» бортинженер космического корабля «Союз-11» и первой в мире пилотируемой орбитальной станции «Салют»                                                                                      | —                          | 23.11.1935 — 30.06.1971                      | ——                              |
| 346   | Во́лков Дмитрий Петрович                                                   | 18.09.1943            | авиация      | штурман эскадрильи 3-го авиационного полка 53-й авиационной дивизии 5-го авиационного корпуса Авиации дальнего действия | капитан                    | 10.11.1920 — 26.02.1996                      | [ БС 27 ] [ ГС 104 ] [ НЛ 93 ]  |
| 347   | Во́лков Евгений Максимович                                                 | 27.02.1945            | танкист      | заместитель командира танкового батальона 47-й гвардейской танковой бригады 9-го гвардейского танкового корпуса 2-й гвардейской танковой армии 1-го Белорусского фронта                                                            | гвардии старший лейтенант  | 1920 — 17.01.1945                            | [ БС 27 ] [ ГС 105 ] [ НЛ 94 ]  |
| 348   | Во́лков Евгений Фёдорович                                                  | 20.12.1943            | танкист      | командир взвода 586-го танкового батальона 219-й танковой бригады 1-го механизированного корпуса 37-й армии Степного фронта | лейтенант                  | 12.02.1924 — 03.06.1945                      | [ БС 27 ] [ ГС 106 ] [ НЛ 95 ]  |
| 349   | Во́лков Евдоким Денисович                                                  | 30.10.1943            | артиллерия   | командир миномётной роты 685-го стрелкового полка 193-й стрелковой дивизии 65-й армии Центрального фронта | старший лейтенант          | 09.03.1922 — 15.10.1943                      | [ БС 28 ] [ ГС 107 ] [ НЛ 96 ]  |
| 350   | Во́лков Иван Архипович                                                     | 22.02.1943            | пехота       | командир батальона 536-го стрелкового полка 114-й стрелковой дивизии 7-й отдельной армии | старший лейтенант          | 1914 — 14.04.1942                            | [ БС 29 ] [ ГС 108 ] [ НЛ 97 ]  |
| 351   | Во́лков Иван Степанович                                                    | 01.07.1944            | авиация      | штурман эскадрильи 60-го гвардейского ночного бомбардировочного авиационного полка 2-й гвардейской ночной бомбардировочной авиационной дивизии 8-й воздушной армии 4-го Украинского фронта                                         | гвардии капитан            | 28.10.1915 — 23.01.1989                      | [ БС 29 ] [ ГС 109 ] [ НЛ 98 ]  |
| 352   | Во́лков Лазарь Григорьевич                                                 | 10.01.1944            | инженер      | сапёр 1318-го стрелкового полка 163-й стрелковой дивизии 38-й армии Воронежского фронта | красноармеец               | 15.06.1913 — 21.11.1992                      | [ БС 29 ] [ ГС 110 ] [ НЛ 99 ]  |
| 353   | Во́лков Михаил Васильевич                                                  | 17.10.1943            | пехота       | стрелок 1031-го стрелкового полка 280-й стрелковой дивизии 60-й армии Центрального фронта | красноармеец               | 1925 — 04.10.1943                            | [ БС 29 ] [ ГС 111 ] [ НЛ 100 ] |
| 354   | Во́лков Михаил Евдокимович                                                 | 24.03.1945            | пехота       | командир 558-го стрелкового полка 159-й стрелковой дивизии 45-го стрелкового корпуса 5-й армии 3-го Белорусского фронта | подполковник               | 05.12.1913 — 15.02.1957                      | [ БС 29 ] [ ГС 112 ] [ НЛ 101 ] |
| 355   | Во́лков Михаил Ермолаевич                                                  | 24.03.1945            | инженер      | командир сапёрного взвода 665-го отдельного сапёрного батальона 385-й стрелковой дивизии 50-й армии 2-го Белорусского фронта | старший лейтенант          | 05.12.1913 — 29.07.1957                      | [ БС 29 ] [ ГС 113 ] [ НЛ 102 ] |
| 356   | Во́лков Михаил Иванович                                                    | 24.03.1945            | артиллерия   | командир батареи 35-го гвардейского артиллерийского полка 1-й гвардейской стрелковой дивизии 11-й гвардейской армии 3-го Белорусского фронта                                                                                       | гвардии старший лейтенант  | 21.11.1921 — 20.12.1987                      | [ БС 29 ] [ ГС 114 ] [ НЛ 103 ] |
| 357   | Во́лков Михаил Карпович                                                    | 10.04.1945            | танкист      | механик-водитель танка Т-34 100-й танковой бригады 31-го танкового корпуса 1-го Украинского фронта | старший сержант            | 19.02.1922 — 21.09.2007                      | [ БС 29 ] [ ГС 115 ] [ НЛ 104 ] |
| 358   | Во́лков Михаил Прокофьевич                                                 | 10.04.1945            | пехота       | командир пулемётного расчёта 47-го стрелкового полка 15-й стрелковой дивизии 65-й армии 2-го Белорусского фронта | старший сержант            | 23.11.1923 — 30.11.1990                      | [ БС 30 ] [ ГС 116 ] [ НЛ 105 ] |
| 359   | Во́лков Николай Васильевич                                                 | 22.02.1944            | пехота       | командир пулемётного расчёта 936-го стрелкового полка 254-й стрелковой дивизии 52-й армии Воронежского фронта | сержант                    | 1914 — 17.11.1943                            | [ БС 31 ] [ ГС 117 ] [ НЛ 106 ] |
| 360   | Во́лков Николай Григорьевич                                                | 17.10.1943            | инженер      | корпусной инженер 7-го гвардейского механизированного корпуса 2-й танковой армии Центрального фронта | гвардии подполковник       | 14.10.1907 — 06.01.1972                      | [ БС 31 ] [ ГС 118 ] [ НЛ 107 ] |
| 361   | Во́лков Николай Иванович                                                   | 10.04.1945            | пехота       | первый номер расчёта станкового пулемёта 175-го гвардейского стрелкового полка 58-й гвардейской стрелковой дивизии 5-й гвардейской армии 1-го Украинского фронта                                                                   | гвардии сержант            | 25.05.1924 — 24.10.1983                      | [ БС 31 ] [ ГС 119 ] [ НЛ 108 ] |
| 362   | Во́лков Николай Николаевич                                                 | 10.04.1945            | танкист      | механик-водитель танка Т-34 53-й гвардейской танковой бригады 6-го гвардейского танкового корпуса 3-й гвардейской танковой армии 1-го Украинского фронта                                                                           | гвардии сержант            | 23.02.1923 — 08.12.1977                      | [ БС 31 ] [ ГС 120 ] [ НЛ 109 ] |
| 363   | Во́лков Николай Терентьевич                                                | 15.01.1944            | пехота       | заместитель командира 32-го гвардейского стрелкового полка 12-й гвардейской стрелковой дивизии 61-й армии Центрального фронта | гвардии майор              | 05.05.1913 — 10.10.1956                      | [ БС 31 ] [ ГС 121 ] [ НЛ 110 ] |
| 364   | Во́лков Николай Фёдорович                                                  | 24.03.1945            | артиллерия   | заместитель командира 1853-го истребительно-противотанкового артиллерийского полка 31-й отдельной истребительно-противотанковой артиллерийской бригады 52-й армии 2-го Украинского фронта                                          | капитан                    | 19.05.1913 — 23.08.1944                      | [ БС 31 ] [ ГС 122 ] [ НЛ 111 ] |

| Навигационная таблица | Навигационная таблица                   |
| --------------------- | --------------------------------------- |
| «В»                   | Вавилин Алексей — Васильченко Александр |
| «В»                   | Васильченко Алексей — Виноградов Андрей |
| «В»                   | Виноградов Вячеслав — Волков Николай    |
| «В»                   | Волков Павел — Вяткин Зосим             |